# Chris Weidman
Christopher James "Chris" Weidman, född 17 juni 1984 i Mineola, New York, är en amerikansk MMA-utövare som tävlar i organisationen Ultimate Fighting Championship där han mellan juli 2013 och december 2015 var mästare i mellanvikt.

## Tävlingsfacit
| Resultat | Facit | Motståndare     | Metod                         | Evenemang                          | Datum             | Rond | Tid  | Plats                  | Notering                                   |
| -------- | ----- | --------------- | ----------------------------- | ---------------------------------- | ----------------- | ---- | ---- | ---------------------- | ------------------------------------------ |
| Vinst    | 1–0   | Reubem Lopes    | Submission (kimura)           | ROC 23                             | 20 februari 2009  | 1    | 1:35 | Atlantic City, NJ, USA |                                            |
| Vinst    | 2–0   | Mike Stewart    | TKO (slag)                    | ROC 24                             | 17 april 2009     | 1    | 2:38 | Atlantic City, NJ, USA |                                            |
| Vinst    | 3–0   | Uriah Hall      | TKO (slag)                    | ROC 31                             | 24 september 2010 | 1    | 3:06 | Atlantic City, NJ, USA |                                            |
| Vinst    | 4–0   | Valdir Araujo   | Domslut (enhälligt)           | ROC 33                             | 3 december 2010   | 3    | 5:00 | Atlantic City, NJ, USA |                                            |
| Vinst    | 5–0   | Alessio Sakara  | Domslut (enhälligt)           | UFC Live: Sanchez vs. Kampmann     | 3 mars 2011       | 3    | 5:00 | Louisville, KY, USA    |                                            |
| Vinst    | 6–0   | Jesse Bongfeldt | Submission (stående giljotin) | UFC 131                            | 11 juni 2011      | 1    | 4:54 | Vancouver, Kanada      | Submission of the Night                    |
| Vinst    | 7–0   | Tom Lawlor      | Teknisk submission (D’Arce)   | UFC 139                            | 19 november 2011  | 1    | 2:07 | San Jose, CA, USA      |                                            |
| Vinst    | 8–0   | Demian Maia     | Domslut (enhälligt)           | UFC on Fox: Evans vs. Davis        | 28 januari 2012   | 3    | 5:00 | Chicago, IL, USA       |                                            |
| Vinst    | 9–0   | Mark Muñoz      | KO (armbågar och slag)        | UFC on Fuel TV: Munoz vs. Weidman  | 11 juli 2012      | 2    | 1:37 | San Jose, CA, USA      | KO of the Night                            |
| Vinst    | 10–0  | Anderson Silva  | KO (slag)                     | UFC 162                            | 6 juli 2013       | 2    | 1:18 | Las Vegas, NV, USA     | Blev UFC-mästare i mellanvikt.             |
| Vinst    | 11–0  | Anderson Silva  | TKO (ben skada)               | UFC 168                            | 28 december 2013  | 2    | 1:16 | Las Vegas, NV, USA     | Försvarade titeln i mellanvikt.            |
| Vinst    | 12–0  | Lyoto Machida   | Domslut (enhälligt)           | UFC 175                            | 5 juli 2014       | 5    | 5:00 | Las Vegas, NV, USA     | Försvarade titeln i mellanvikt.            |
| Vinst    | 13–0  | Vitor Belfort   | TKO (slag)                    | UFC 187                            | 23 maj 2015       | 1    | 2:53 | Las Vegas, NV, USA     | Försvarade titeln i mellanvikt.            |
| Förlust  | 13–1  | Luke Rockhold   | TKO (slag)                    | UFC 194                            | 12 december 2015  | 4    | 3:12 | Las Vegas, NV, USA     | Förlorade titeln i mellanvikt.             |
| Förlust  | 13–2  | Yoel Romero     | KO (flygande knä och slag)    | UFC 205                            | 12 november 2016  | 3    | 0:24 | New York, NY, USA      |                                            |
| Förlust  | 13–3  | Gegard Mousasi  | TKO (knän)                    | UFC 210                            | 8 april 2017      | 2    | 3:13 | Buffalo, NY, USA       |                                            |
| Vinst    | 14–3  | Kelvin Gastelum | Submission (armtriangel)      | UFC on Fox: Weidman vs. Gastelum   | 22 juli 2017      | 3    | 3:45 | Uniondale, NY, USA     |                                            |
| Förlust  | 14–4  | Ronaldo Souza   | KO (slag)                     | UFC 230                            | 3 november 2018   | 3    | 2:46 | New York, NY, USA      | Fight of the Night                         |
| Förlust  | 14–5  | Dominick Reyes  | KO (slag)                     | UFC 230                            | 18 oktober 2019   | 1    | 1:43 | Boston, MA, USA        | Lätt tungviktsdebut                        |
| Vinst    | 15–5  | Omari Achmedov  | Domslut (enhälligt)           | UFC Fight Night: Lewis vs. Oleinik | 8 augusti 2020    | 3    | 5:00 | Las Vegas, NV, USA     | Mellanvikt                                 |
| Förlust  | 15–6  | Uriah Hall      | TKO (benbrott)                | UFC 261                            | 24 april 2021     | 1    | 0:17 | Jacksonvile, FL, USA   | Bröt sitt eget ben med sin första benspark |